# Гюнтер фон дер Шуленбург-Волфсбург
Гюнтер Вернер Бусо фон дер Шуленбург-Волфсбург (на немски: Günther Werner Busso Graf von der Schulenburg-Wolfsburg; * 15 април 1891, Хановер; † 12 март 1985, Хановер) е граф от род „фон дер Шуленбург“, последният собственик от фамилията на дворец Волфсбург. Той трябва по-късно да продаде имението и дворец Волфсбург, за да се построи завода на Фолксваген.

## Биография
Той е най-големият син на граф Вернер-Карл-Херман фон дер Шуленбург-Волфсбург (* 15 март 1857; † 21 юли 1924) и фрайин Фрида фон дем Бусше-Ипенбург, наричана фон Кесел (* 21 март 1871; † 23 март 1949), дъщеря на граф Фридрих Вилхелм Георг Кристиан Кламор фон дер Бусше-Ипенбург, фон Кесел (1830 – 1897) и Елза фон Арним (1834 – 1919). Потомък е на граф Гебхард Вернер фон дер Шуленбург (1722 – 1788), дворцов маршал при Фридрих Велики и основател на „клона Волфсбург“ на клон Бетцендорф на благородническия род фон дер Шуленбург.
Гюнтер фон дер Шуленбург завършва лесновъдство и селска икономика в Берлин, Хале (Зале), Мюнхен и Хан. Мюнден.
През 1924 г., след смъртта на баща му, поема ръководството на Волфсбургите. Той построява от 1938 г. дворец Ноймюле на 35 km от Волфсбург. В средата на ноември 1942 г. граф Гюнтер фон дер Шуленбург с фамилията си напуска дворец Волфсбург и се настанява в новия дворец Ноймюле. На 19 март 1943 г. той продава имението и дворец Волфсбург, за да се построи завода Фолксваген. Дворецът Ноймюле му е взет от Съветския съюз. На 1 юли 1969 г. той предава ръководенето на имотите си на своя син Гюнцел.
На своя 90-и рожден ден на 15 април 1981 г. става почетен жител на град Волфсбург.
Гюнтер фон дер Шуленбург умира на 12 март 1985 г. на 93 години в Хановер и е погребан във фамилното гробище в Нордщаймке.

## Фамилия
Гюнтер фон дер Шуленбург се жени на 4 май 1928 г. в Хановер (или в гарнизонската църва в Потсдам) за Урсула Агнес Ели Фрида Аделхайд, фрайин фон Динклаге (* 27 юли 1905, Хановер; † 1 декември 1951, Волфсбург при катастрофа), дъщеря на фрайхер Рудолф Фридрих Ото фон Динклаге (1874 – 1914) и фрайин Левина фон Рьосинг (* 1877). Те имат четири деца:
- Ина Фрида Елизабет Агнес Ирмгард Урсула Йохана Сибила (* 5 март 1929, Берлин),омъжена на 16 юни 1951 г. в Нордщаймке (развод 11 май 1971) за фрайхер Херман фон Шорлемер-Лизер (* 11 август 1925, Лизер, Мозел; † 2 май 2016), внук на политика фрайхер Клеменс фон Шорлемер-Лизер (1856 – 1922)
- Вернер Рудолф Карл Ерхард Фридрих Херман Йоахим Алфред (* 2 ноември 1930, Хановер; † 31 октомври 1962, при катастрофа на Каменер Кройц), доктор по природни науки
- Гюнцел Герхард Алво Вернер Юстус Адолф Фердинанд (* 13 февруари 1934; † 25 юли 2018), поема 1969 г. горското и земеделското наследство на баща си, женен на 4 септември 1964 г. в Мюнхен за Александрина Елизабет, графиня Малтцан, фрайин цу Вартенберг и Пенцлин (* 19 септември 1934, Бреслау)
- Рудолф Гюнтер Йахим Кристиан Ханс Бено (* 7 септември 1937, Волфсбург), женен на 17 май 1969 г. в Бюдерих за фрайин Юта фон дер Лайен цу Блоемерсхайм (* 14 юни 1941, Кьонигсберг, Прусия), ръководна позиция в БМВ